# Pseudodictyopsellinae
Pseudodictyopsellinae es una familia de foraminíferos bentónicos de la familia Paravalvulinidae, de la superfamilia Chrysalidinoidea, del suborden Textulariina y del orden Textulariida. Su rango cronoestratigráfico abarca desde el Bajociense (Jurásico medio) hasta el Eoceno.

## Discusión
En clasificaciones previas, Pseudodictyopsellinae habría sido incluida en las familia Valvulinidae, de la superfamilia Textularioidea del orden Textulariida.

## Clasificación
Pseudodictyopsellinae incluye al siguiente género:
- Pseudodictyopsella